# Bowringia
Bowringia é um género botânico pertencente à família Fabaceae.
A autoridade científica do género é Champ. ex Benth., tendo sido publicado em Hooker's Journal of Botany and Kew Garden Miscellany 4: 75. 1852. A espécie-tipo é Bowringia callicarpa.
Trata-se de um género reconhecido pelo sistema de classificação filogenética Angiosperm Phylogeny Website.

## Espécies
O género tem 4 espécies descritas e destas 2 são aceites:
- Bowringia callicarpa Champ. ex Benth.
- Bowringia discolor J.B.Hall